# Соколов, Виктор Иванович (футболист, 1955)
Виктор Иванович Соколов (20 апреля 1955) — советский футболист, защитник.
В 1974 году был в составе донецкого «Шахтёра». 1975 год начал в «Искре» Смоленск, за которую провёл один матч в Кубке СССР, вторую половину сезона и весенний чемпионат 1976 года провёл в ЦСКА, за который в чемпионате сыграл шесть матчей, забил один гол — в ворота «Зенита». Вторую половину сезона отыграл в «Искре». В 1977—1980 годах играл в команде второй лиги «Атлантика» Севастополь.